# Абот (Тексас)
Абот (енгл. Abbott) је место у америчкој савезној држави Тексас. По попису становништва из 2010. у њему је живело 356 становника.

## Демографија
Према попису становништва из 2010. у граду је живело 356 становника, што је 56 (18,7%) становника више него 2000. године.
| Група             | 2000.       | 2010.       |
| Белци             | 280 (93,3%) | 324 (91,0%) |
| Афроамериканци    | 3 (1,0%)    | 7 (2,0%)    |
| Азијати           | 0 (0,0%)    | 1 (0,3%)    |
| Хиспаноамериканци | 17 (5,7%)   | 23 (6,5%)   |
| Укупно            | 300         | 356         |